# Cerithiella superba
Cerithiella superba là một loài ốc biển rất nhỏ, là động vật thân mềm chân bụng sống ở biển trong họ Cerithiopsidae. Loài này có ở các vùng nước thuộc châu Âu. Nó được mô tả bởi Thiele, 1912.